# Al-Káim
Al-Káim (arabsky: القائم) je Irácké město v provincii Anbár nacházející se na pravém břehu řeky Eufrat asi 400 km severovýchodně od Bagdádu poblíž hranice se Sýrií. Počet obyvatel města byl odhadován na 150 tisíc. Sousedním přeshraničním městem je syrské město Al Búkamál.